# Saint-Cornier-des-Landes
Saint-Cornier-des-Landes ist eine Ortschaft im französischen Département Orne in der Normandie. Die bisher eigenständige Gemeinde wurde mit Wirkung vom 1. Januar 2015 mit Beauchêne, Frênes, Larchamp, Saint-Jean-des-Bois, Tinchebray und Yvrandes zur Commune nouvelle Tinchebray-Bocage fusioniert. Seither ist sie eine Commune déléguée. Nachbarorte sind Tinchebray im Nordwesten, Landisacq im Nordosten, Chanu im Osten, Larchamp im Südosten, Beauchêne im Süden und Yvrandes im Südwesten.

## Bevölkerungsentwicklung
| Jahr      | 1962 | 1968 | 1975 | 1982 | 1990 | 1999 | 2008 | 2015 |
| --------- | ---- | ---- | ---- | ---- | ---- | ---- | ---- | ---- |
| Einwohner | 652  | 597  | 554  | 557  | 606  | 635  | 687  | 596  |

## Sehenswürdigkeiten

Kirche Saint-Corneille

- Kirche Saint-Corneille